# Bumerang
Búmerang je danes športna naprava iz lesa ali umetne mase, ki se, če je pravilno vržen, vrne k metalcu.
Klasičen bumerang za boj in lov se (kljub splošnemu zmotnemu mnenju) ni vračal k metalcu. Njegov namen je bil, da leti dlje, v bolj ravni črti in da zanesljiveje zadene cilj kot ravna palica. Iz tega razloga je imela avstralska vojska med I. svetovno vojno tudi ročne granate v obliki bumeranga.
V klasični obliki ima bumerang obliko črke L z dvema enako dolgima krakoma. Kraki so lahko tudi trije in so različno dolgi. Kraki imajo vedno presek podoben preseku kril letala.
Najstarejši znani bumerang so odkrili v poljskih Karpatih. Z metodo radiaktivnega ogljika so določili njegovo starost na približno 20.000 let.
Bumerange so odkrili tudi na Nizozemskem, v Ameriki in Indiji. Tako se danes domneva, da je bil v kameni dobi bumerang razširjen po vsem svetu. Danes so po uporabi bumeranga znani predvsem Aborigini, prvotni prebivalci Avstralije. Toda tudi nekatera indijanska plemena v severni Ameriki še danes uporabljajo bumerang za lov.
Bumerang je bil razvit za lov in boj. Klasični bumerang je lahko dolg do 1,3 metra in težak do 2 kilograma. Izurjen metalec lahko tak bumerang vrže do 200 metrov daleč.
James Cook je leta 1770 prinesel iz Avstralije prvi bumerang v Evropo.
Po letu 1930 so odkrili bumerang kot športno orodje. Danes obstaja po svetu mnogo klubov, ki gojijo ta šport. Vsaki dve leti je tudi svetovno prvenstvo.

## Analiza leta

### Hitrosti
Za lažjo predstavo in potek razlage si bomo dali opravka s simetričnim bumerangom s štirimi krili. Ko bumerang vržemo, se začne njegovo težišče premikati v horizontalni smeri s hitrostjo V, krila krožijo okoli težišča s kotno hitrostjo ω. Hitrost gibanja posamezne točke na krilu opišemo z enačbo
{\displaystyle v'=\omega r}
kjer je r oddaljenost od težišča. Zaradi hkratnega gibanja težišča v horizontalni smeri ter kroženja kril okoli težišča se krilo v zgornjem položaju giblje v isti smeri kot težišče, v spodnjem položaju pa v nasprotni smeri, tako da je relativna hitrost krila glede na okoliški zrak odvisna tudi od lege. Tako lahko zapišemo absolutno hitrost kot
{\displaystyle v_{t}=v'+V'}
{\displaystyle v_{t}=\omega r+V\sin \left(\omega t\right)}
Zapišimo, kako se s časom spreminjajo koordinate posamezne točke na bumerangu v premikajočem sistemu s hitrostjo V
{\displaystyle {\vec {r}}=r\left[{\vec {e}}_{y}\sin \left(\omega t\right)+{\vec {e}}_{z}\cos \left(\omega t\right)\right]}

### Aerodinamična sila
Spoznajmo, kolikšna je aerodinamična sila. Med hitrostjo in silo predpostavimo kvadratno odvisnost in zapišemo
{\displaystyle d{\vec {F}}_{i}=c{\vec {e}}_{x}v_{t}^{2}dr}
kjer c koeficient vzgona. Kot pa smo že ugotovili, se hitrost krila glede na oddaljenost in kot spreminja.
{\displaystyle d{\vec {F}}_{i}=c{\vec {e}}_{x}\left[\omega r+V\sin \left(\omega t\right)\right]^{2}dr}
{\displaystyle d{\vec {F}}_{i}=c{\vec {e}}_{x}\left[\omega ^{2}r^{2}+2\omega rV\sin \left(\omega t\right)+V^{2}\sin ^{2}\left(\omega t\right)\right]dr}
Ugotovimo lahko, da se {\displaystyle d{\vec {F}}} spreminja velikost glede na položaj v katerem je krilo. Ne smemo pa tudi pozabiti na preostala tri krilca, ki prispevajo svoj delež k skupni sili. Izračunamo jih podobno, le namesto {\displaystyle \omega t} uporabimo {\displaystyle \omega t+{\frac {\pi }{2}}}, {\displaystyle \omega t+\pi } oziroma {\displaystyle \omega t+{\frac {3\pi }{2}}}.
{\displaystyle d{\vec {F}}_{1}=c{\vec {e}}_{x}\left[\omega ^{2}r^{2}+2\omega rV\sin \left(\omega t\right)+V^{2}\sin ^{2}\left(\omega t\right)\right]dr}
{\displaystyle d{\vec {F}}_{2}=c{\vec {e}}_{x}\left[\omega ^{2}r^{2}+2\omega rV\sin \left(\omega t+{\frac {\pi }{2}}\right)+V^{2}\sin ^{2}\left(\omega t+{\frac {\pi }{2}}\right)\right]dr}
{\displaystyle d{\vec {F}}_{3}=c{\vec {e}}_{x}\left[\omega ^{2}r^{2}+2\omega rV\sin \left(\omega t+\pi \right)+V^{2}\sin ^{2}\left(\omega t+\pi \right)\right]dr}
{\displaystyle d{\vec {F}}_{4}=c{\vec {e}}_{x}\left[\omega ^{2}r^{2}+2\omega rV\sin \left(\omega t+{\frac {3\pi }{2}}\right)+V^{2}\sin ^{2}\left(\omega t+{\frac {3\pi }{2}}\right)\right]dr}
Prispevke med seboj seštejemo
{\displaystyle d{\vec {F}}=d{\vec {F}}_{1}+d{\vec {F}}_{2}+d{\vec {F}}_{3}+d{\vec {F}}_{4}}
Z uporabo lastnosti kotnih funkcij dobimo
{\displaystyle d{\vec {F}}=4c{\vec {e}}_{x}\left(\omega ^{2}r^{2}+{\frac {1}{2}}V\right)dr}
Za rezultanto sil, ki deluje na težišče, izraz integriramo po r od 0 do l
{\displaystyle {\vec {F}}=4cl{\vec {e}}_{x}\left[\left({\frac {1}{3}}\omega ^{2}l^{2}\right)+{\frac {1}{2}}V^{2}\right]}
kjer je {\displaystyle l} dolžina krila bumeranga. Dobimo skupno silo {\displaystyle {\vec {F}}}, ki je pravokotna na ravnino gibanja bumeranga, torej tudi na smer gibanja bumeranga {\displaystyle {\vec {V}}}. Ta sila je vzrok, da se pravokotno na vektor hitrosti {\displaystyle {\vec {V}}} pojavi radialni pospešek {\displaystyle {\vec {a}}_{r}}, ki hitrosti spreminja smer.

### Navor
Ker sila prijemlje po celotni dolžini krila in je njena velikost odvisna od kraja prijemališča; pada od zgornjega roba (kjer je največja) do spodnjega roba bumeranga (kjer je najmanjša). Posledica tako razporejene sile je navor. Zapišemo ga kot
{\displaystyle d{\vec {N}}={\vec {r}}\times d{\vec {F}}}
Po uporabi zgornjih enačb dobimo
{\displaystyle d{\vec {N}}=r\left[{\vec {e}}_{y}sin\left(\omega t\right)+{\vec {e}}_{z}cos\left(\omega t\right)\right]\times c{\vec {e}}_{x}vt^{2}dr}
in iz tega
{\displaystyle d{\vec {N}}=cr\left[\omega ^{2}r^{2}+2\omega rV\sin \left(\omega t\right)+V^{2}\sin ^{2}\left(\omega t\right)\right]\left[{\vec {e}}_{y}\sin \left(\omega t\right)+{\vec {e}}_{z}\cos \left(\omega t\right)\right]dr,},
ki je navor na eno izmed kril. Podobno kot pri izračunu sile, upoštevamo, da navor deluje na vsa štiri krila bumeranga ter prispevke seštejemo, pri čemer se večina členov izniči, nakar dobimo
{\displaystyle d{\vec {N}}=4cr^{2}V\omega {\vec {e}}_{y}dr}
{\displaystyle {\vec {N}}={\frac {4}{3}}cl^{3}V\omega {\vec {e}}_{y}}
kjer je l že omenjena dolžina krila bumeranga.

### Kotna hitrost
Ugotovimo smer navora {\displaystyle {\vec {N}}}. Ta kaže v nasprotni smeri hitrosti {\displaystyle {\vec {V}}}. Podobno kot pri precesijski vrtavki tudi pri bumerangu navor spreminja smer kotne hitrosti vrtenja okoli težišča. Kotno hitrost vrtenja bumeranga okoli težišča smo označili z {\displaystyle {\vec {\omega }}({\vec {\omega }}=\omega {\vec {e}}_{x})}, ta pa se povezuje po enačbi
{\displaystyle {\vec {\Gamma }}=J{\vec {\omega }}}
pri čemer je J vztrajnostni moment in {\displaystyle \Gamma } vrtilna količina in kaže v smeri kotne hitrosti ω. Eno krilo lahko obravnavamo kot palico, ki se vrti okoli enega izmed krajišč ter zapišemo
{\displaystyle J={\frac {1}{3}}ml^{2}}
{\displaystyle {\vec {\Gamma }}={\frac {1}{3}}ml^{2}{\vec {\omega }}}
Navor N je pravokoten na vrtilno količilno {\displaystyle \Gamma }. Pojavi se precesija. Zapišemo, od česa je odvisna:
{\displaystyle \omega _{p}={\frac {N}{\Gamma }}={\frac {{\frac {4}{3}}cl^{3}V\omega }{{\frac {1}{3}}ml^{2}\omega }}={\frac {4cl\omega }{m}}}
Ugotovimo, da je precesijska kotna hitrost {\displaystyle \omega _{p}} odvisna od koeficienta vzgona c, dolžine krila l, hitrosti letenja V ter mase bumeranga m.

### Povezave in pogoji
Če pa naj bo opisana pot bumeranga krožnica, mora veljati
{\displaystyle \omega _{0}={\frac {V}{R}}}
kjer je {\displaystyle \omega _{0}} kotna hitrost kroženja bumeranga, ter
{\displaystyle \omega _{p}=\omega _{0}}
Sledi
{\displaystyle {\frac {4clV}{m}}={\frac {V}{R}}}
in izrazimo radij kroženja
{\displaystyle R={\frac {m}{4lc}}}
Spoznamo, da je radij kroženja bumeranga odvisen le od mase m, dolžine krila l ter koeficienta upora c, ki sta vsi parametri izdelave bumeranga. Metalec bumeranga tako v teoriji na radij kroženja nima vpliva, kot pa bomo spoznali v nadaljevanju, mora met izpolniti še nekaj pogojev.
Spoznajmo povezavo med centripetalno silo {\displaystyle {\vec {F}}} in radialnim pospeškom {\displaystyle {\vec {a}}_{r}}.
{\displaystyle a_{r}={\frac {V^{2}}{R}}}
{\displaystyle a_{r}} in {\displaystyle F} sta po II. Newtonovem zakonu v povezavi
{\displaystyle F=ma_{r}}
sledi
{\displaystyle F={\frac {mV^{2}}{R}}}
nakar izrazimo hitrost.
{\displaystyle 4cl\left({\frac {1}{3}}\omega ^{2}l^{2}+{\frac {1}{2}}V^{2}\right)={\frac {mV^{2}}{R}}}
{\displaystyle V={\sqrt {\frac {2}{3}}}\omega l}
ter ugotovimo v kakšni povezavi morata biti kotna hitrost ω in hitrost bumeranga V, če naj bumerang v svojem letu opiše krožnico.

### V razmislek
Ob relativno zahtevnih povezavah je tako neutemeljeno pričakovati, da bi zgolj z lastno intuicijo stari narodi (npr. Aborigini v Avstraliji) uporabljali bumerang kot orodje, ki se vrača k izviru. Morda je kateremu posamezniku po naključju uspelo izdelati bumerang, ki je imel primerna razmerja, ni pa verjeti, da bi dovolj obvladovali potrebno zgoraj opisano znanstveno razlago za množično izdelavo takorekoč »športnih« bumerangov.
Vsaka napaka pri izdelavi bumeranga povzroči, da tir ni krožnica. Če je aerodinamična sila prevelika, je sprememba smeri hitrosti hitrejša od spremembe smeri vrtilne količine in bumerang se giblje prečno na ravnino vrtenja, kar zmanjša aerodinamično silo, poveča upor (ki smo ga v izpeljavi sicer zanemarili) in gravitacija (katere vpliv je tudi zanemarjen) bi bumerang prisilila k tlom. Če je bumerang prevelik, je večji tudi navor. V tem primeru se smer vrtilne količine suče hitreje kot smer hitrosti ravnina kril bumeranga se zasuka prečno na hitrost težišča, to pa bi povečalo upor in zmanjšalo aerodinamično silo – tak bumerang bi zelo hitro padel na tla. Seveda sta to čista mejna primera, medtem ko bi se v realnosti bumerang še vedno pokoraval vsem enačbam, ki opisujejo njegovo gibanje, le tir njegovega leta ne bi bil krožnica, temveč (glede na natančnost) poljuben približek le-te.